# سبيلي (توزيعة لينكس)
سبيلي هي توزيعة جنو/لينكس مبنية على توزيعة أوبونتو مع التركيز على التطبيقات الموجهة للمستخدم المسلم. تتضمَّن توزيعة سبيلي مجموعة حزم تخصِّص توزيعة أوبُنتو، حيث تأتي مع برمجيات إسلامية وتعليمية ومرمِّزات لمعظم أنساق الوسائط، كما تدعم اللغة العربية.

## المحتويات المضافة على أوبنتو
بالإضافة إلى حزم البرمجيات المتاحة في أوبونتو، تحتوي سبيلي على برمجيات إسلامية مثبتة بشكل افتراضي:
- تطبيقات «نور» و«ذكر» و«مصحف عثمان»: وهي متصفّحات للقرآن الكريم.
- مجموعة كتب من المكتبة الإسلامية الشاملة تعمل على تطبيق «مكتبة ثواب».
- برنامج «منبر» وإضافة «Pray Times» لموزيلا فيرفكس، لتحديد والتنبيه لمواقيت الصلاة.
- برنامج «مناجاة» لاستعراض الأحاديث النبوية الشريفة.
- برنامج «هجرة» للتقويم الهجري.

وذلك بالإضافة إلى تلاوات للقرآن الكريم، وأعمال فنية، وسمات خاصة بمكتب غنوم، وبرمجيات تعليمية للأطفال، وتطبيق «WebStrict» (أداة رقابة أبوية على الإنترنت مفعلة افتراضيا).
وهي من أهم توزيعات لينكس

## التاريخ
كانت سبيلي تسمى سابقاَ: أوبنتو نسخة المسلم "UbuntuME"، ووقع استبدال الاسم بسبب شروط العلامة التجارية لشركة كانونيكال. وقد صار «سبيلي» اسم التوزيعة الرئيسي ابتداء من الإصدار 9.04، وصاحب هذا تغيير لاسم نطاق الموقع، والسمات. يعمل على تطوير سبيلي فريق من المطورين المتطوعين على موقع لانشباد.
| نسخة أوبنتو | نسخة سبيلي               | تاريخ الإصدار | تاريخ نهاية الدعم |
| ----------- | ------------------------ | ------------- | ----------------- |
| 8.04 LTS    | أوبنتو إصدار المسلم 8.04 | 2008-04       | 2011-04           |
| 8.10        | أوبنتو إصدار المسلم 8.10 | 2008-10       | 2010-04           |
| 9.04        | سبيلي 9.04               | 2009-04       | 2010-10           |
| 9.10        | سبيلي 9.10 "غزّة"         | 2010-02       | 2011-04           |
| 10.04 LTS   | سبيلي 10.04 "منارات"     | 2010-06       | 2013-04           |

## النسخ المتوفرة
مثل أوبونتو، تأتي سبيلي على قرص حي يتيح تجربة النظام دون تثبيته.
سبيلي 9.04 متوفرة على قرص مدمج حي (DVD) بثلاث نسخ ، وهي:
- النسخة الصغيرة: تحوي حزم سبيلي الرئيسية (السمات المرئية، والتطبيقات الإسلامية)، بالإضافة إلى دعم العربية.
- النسخة الكاملة: تحوي ما تحويه النسخة الصغيرة بالإضافة إلى تطبيقات وسائط متعددة، وتطبيقات تعليمية، وتطبيقات أخرى متنوعة.
- النسخة الكاملة مع التلاوات: تحوي الموجود في النسختين السابقتين كله بالإضافة إلى التلاوات التي يقدمها موقع القرآن آية بآية:[7] لمحمد صدِّيق المنشاوي، والحذيفي، وسعد الغامدي، ومشاري راشد العفاسي. تفيد هذه النسخة لمن لا يملك اتصالا بالإنترنت.

بجانب التثبيت من الأقراص المدمجة، بالإمكان أيضا تحميل حزم سبيلي على توزيعة أوبونتو عادية بإضافة المستودعات:
```
ppa:sabily.team/ppa
```